# Saxifraga paniculata
Saxifraga paniculata (tên thông thường trong tiếng Anh là White Mountain saxifrage, alpine saxifrage, encrusted saxifrage, lifelong saxifrage, livelong saxifrage, lime-encrusted saxifrage và silver saxifrage) là một loài thực vật sinh sống ở Hoa Kỳ, châu Âu và châu Á.

## Phân loại và đặt tên
Saxifraga paniculata được mô tả chỉnh thức lần đầu trong lần tái bản thứ tám tác phẩm The Gardeners Dictionary của nhà thực vật học người Scotland Philip Miller năm 1768  và đặt nó trong chi Saxifraga thuộc họ Saxifragaceae. The generic name Saxifraga nghĩa là "người phá đá", từ tiếng Latin saxum ("đá") + frangere ("phá" hay "đập").